# 石玉钢
石玉钢（1965年7月—），男，苗族，湖南凤凰人，中华人民共和国政治人物。研究生学历，法学硕士。现任中共云南省委副书记。

## 生平
1982年年至1989年，石玉钢在中央民族大学学习。先后取得中国史学士及民族学专业硕士学位。
毕业后，1989年8月参加工作，石玉钢长期在中央民委工作，先后担任民委政策研究室干部，副主任及主任科员，政策研究室助理调研员、办公厅助理调研员、经济司扶贫办助理调研员。1996年6月加入中国共产党。2000年起任国家民委经济司财政处副处长，后又任办公厅秘书二处副处长。2003年至2009年，石玉钢担任国家民委民族理论政策研究室副主任。2009年起，石任政策法规司司长，其后又返回民族理论政策研究室担任主任一职。2017年起，石玉钢任中央民委副主任，晋升副部级。
2018年，石玉钢首次离开国家民委到地方工作，担任吉林省人民政府副省长。 2019年7月，时任吉林省委宣传部长的王晓萍转任组织部长，石玉钢接替担任宣传部长一职。
2021年11月，升任中共云南省委副书记。